# Eudicotiledoni

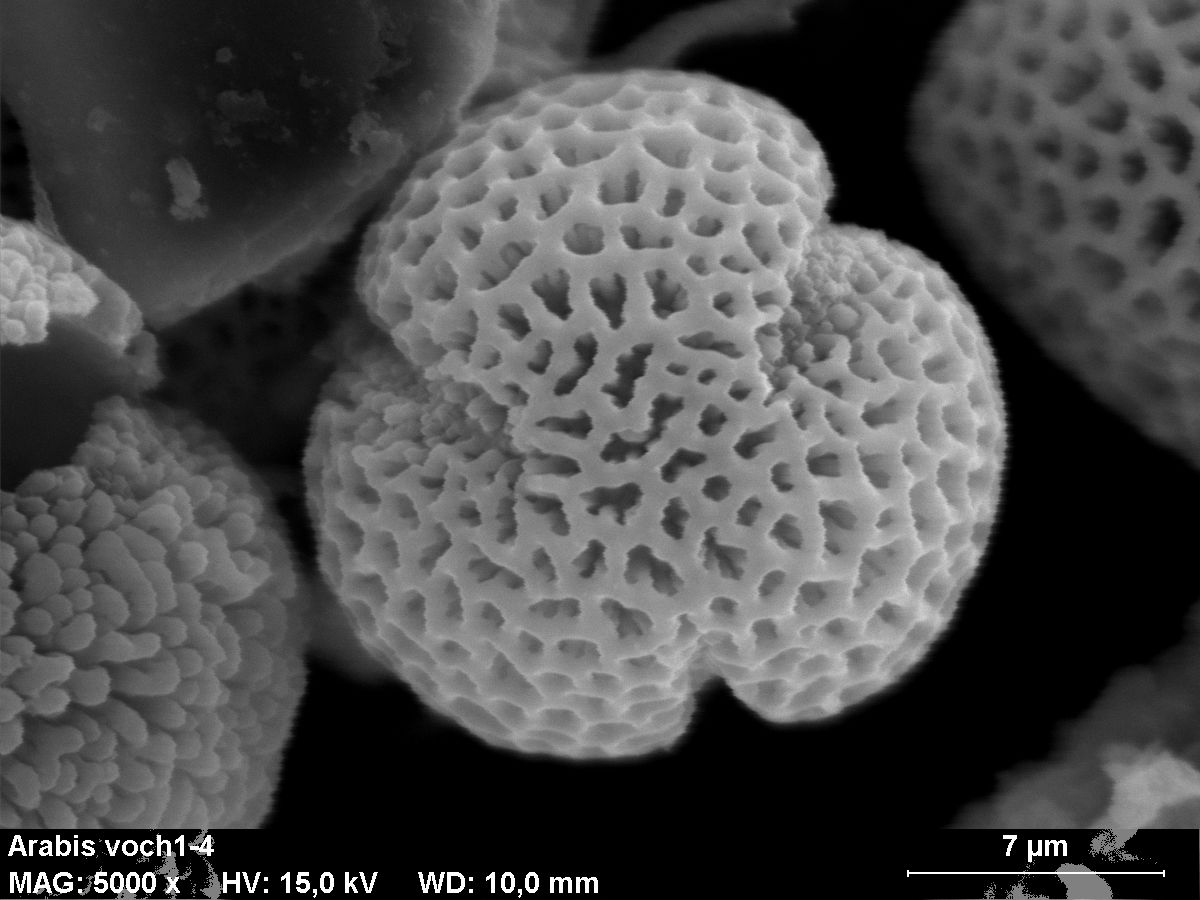
Polline di Arabis: sono visibili i tre colpi

Le eudicotiledoni sono un clado di piante a fiore le rappresentanti del quale si distinguono per la produzione di polline tricolpato, o forme derivate da esso. Le eudicotiledoni sono chiamate anche tricolpate o dicotiledoni non magnoliidi; questi termini furono introdotti nel 1991 dai botanici James A. Doyle e Carol L. Hotton per mostrare la divergenza evolutiva delle dicotiledoni tricolpate rispetto alle dicotiledoni più primitive.
La maggior parte delle latifoglie delle zone temperate fa parte delle eudicotiledoni, con l'eccezione di magnolie e alberi dei tulipani, che sono parte del clado magnoliidi.

## Descrizione
La sinapomorfia delle eudicotiledoni sono le tre scanalature (colpi) parallele all'asse polare presenti sui granuli pollinici.
La stretta parentela tra le piante dotate di polline tricolpato fu inizialmente individuata con studi morfologici; la base genetica di questa relazione evolutiva fu confermata in seguito da analisi molecolari.
Le eudicotiledoni comprendono la maggior parte delle piante che sono state considerate dicotiledoni e che hanno le caratteristiche delle dicotiledoni; il termine eudicotiledoni è quindi utilizzato per indicare uno dei due più grandi cladi di angiosperme (ad esso appartengono 70% delle specie di angiosperme). L'altro grande clade sono le monocotiledoni. Le angiosperme rimanenti sono classificate o nel gruppo delle angiosperme basali, anche note come "paleodicotiledoni", o nel clade magnoliidi.

## Tassonomia
Le eudicotiledoni erano in precedenza note come tricolpate, nome che mette in evidenza la differenza tra questo gruppo e le altre spermatofite, la cui maggioranza produce polline monosolcato. Alcuni botanici preferiscono ancora questo nome per evitare la confusione con le dicotiledoni, un gruppo non monofiletico.
Il nome eudicotiledoni (al plurale) è stato utilizzato dalla classificazione APG dal 1998 per la classificazione delle angiosperme, ed è considerato un clado, cioè un gruppo monofiletico.

### Suddivisione
Le eudicotiledoni possono essere divisi in due gruppi: le eudicotiledoni basali e le Eudicotiledoni centrali. "Eudicotiledoni basali" è un nome informale per un gruppo parafiletico, mentre le eudicotiledoni superiori sono un clado, cioè un gruppo monofiletico. Il seguente cladogramma rappresenta la composizione filogenetica delle eudicotiledoni:
Template:Clado

### Albero filogenetico degli ordini (APG IV)
- clado eudicotiledoni
clado eudicotiledoni basali
ordine Ranunculales
ordine Proteales
ordine Trochodendrales
ordine Buxales
clado eudicotiledoni superiori
ordine Gunnerales
ordine Dilleniales
clado superrosidi
ordine Saxifragales
clado rosidi
ordine Vitales
clado eurosidi I (fabidi)
ordine Zygophyllales
ordine Fabales
ordine Rosales
ordine Fagales
ordine Cucurbitales
clado COM
ordine Celastrales
ordine Oxalidales
ordine Malpighiales
clado eurosidi II (malvidi)
ordine Geraniales
ordine Myrtales
ordine Crossosomatales
ordine Picramniales
ordine Malvales
ordine Brassicales
ordine Huerteales
ordine Sapindales
clado superasteridi
ordine Berberidopsidales
ordine Santalales
ordine Caryophyllales
clado asteridi
ordine Cornales
ordine Ericales
clado euasteridi I (lamiidi)
ordine Solanales
ordine Lamiales
ordine Vahliales
ordine Gentianales
ordine Boraginales
ordine Garryales
ordine Metteniusales
ordine Icacinales
clado euasteridi II (campanulidi)
ordine Aquifoliales
ordine Asterales
ordine Escalloniales
ordine Bruniales
ordine Apiales
ordine Dipsacales
ordine Paracryphiales